# Edward Robert Tregear

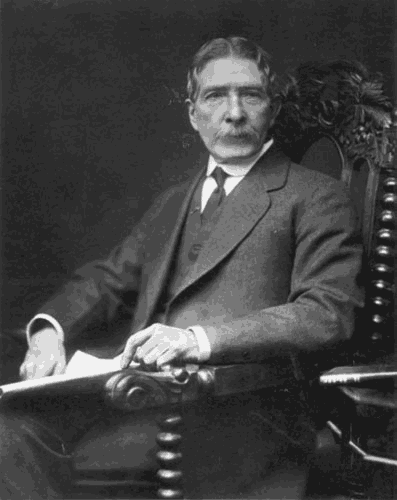
Edward Robert Tregear
(ca. 1900)

Edward Robert Tregear (* 1. Mai 1846 in Southampton, Hampshire, England; † 28. Oktober 1931 in Picton, Neuseeland) war ein neuseeländischer Regierungsbeamter, Politiker, Linguist, Autor verschiedener Bücher, Mitbegründer der Polynesian Society und von The Journal of the Polynesian Society.

## Leben
Edward Robert Tregear wurde am 1. Mai 1846 als ältestes Kind der Eheleute Mary Norris und William James Tregear in Southampton geboren. Sein Vater war Kapitän der Peninsular and Oriental Steam Navigation Company und selten Zuhause. Tregears komfortables Leben endete abrupt nach dem finanziellen Ruin seines Vaters im Jahr 1858, der möglicherweise durch Spielsucht verursacht wurde. Sein Vater starb ein Jahr später und hinterließ seine Familie in ärmlichen Verhältnissen. 1863 entschied die Familie ihr Glück in Neuseeland zu versuchen.

## Immigration nach Neuseeland
Am 27. Juni 1863 erreichten sie auf der War Spirit Auckland und lebten für drei oder vier Jahre in Warkworth, um dann wieder nach Auckland zu ziehen. Dort meldete sich Tregear bei den Auckland Engineer Volunteers der Armee und kam zum Einsatz gegen Māori im Gebiet um Tauranga. Nach dem Kriegseinsatz, für den er eine Auszeichnung erhielt, ließ er sich zum Landvermesser ausbilden und arbeitete zwischen 1869 und 1871 in den Goldfeldern um Thames und auf der Coromandel Peninsula. Auch als Goldgräber versuchte er sein Glück und beteiligte sich an Firmen des Goldbergbaus, bei denen er aber sein weniges hart verdientes Geld wieder verlor.
Vom 1872 an arbeitete er anschließend für zwei Jahre im Land Purchase Department als Landvermesser in den Hauraki Plains und in der Gegend um Tokoroa. Nach ein paar weiteren erfolglosen Jahren bekam er 1875 eine Anstellung als Landvermesser der Regierung in der Region Taranaki, erkrankte aber an den Arbeitsbedingungen in den Feuchtgebieten des Taranaki-Buschlandes. 1877 zog es ihn nach Pātea, wo er bis 1881 freiberuflich als Landvermesser für den Straßenbau arbeitete.

## Politisches und gesellschaftliches Engagement
Während seiner Zeit, in der er in abgelegenen Gegenden Neuseelands arbeitete, kam er in engen Kontakt mit den Māori, lernte ihre Sprache zu sprechen und ihre Kultur zu schätzen. Auch nutze er die Zeit, um sich der Dichtkunst zu widmen und begann zeitgleich an einem Wörterbuch für die Māori-Sprache zu arbeiten.
Am 18. Juni 1880 heiratete er Eliza Emma Joynt in New Plymouth, mit der er eine Tochter hatte. In New Plymouth bekam Tregear seine erste Anstellung in einem Büro. Er arbeitete als Landvermessungszeichner für die William Fox's West Coast Royal Commission. In New Plymouth wurde er auch Mitglied des Working Men's Club und vertrat öffentlich seine sozialistischen Positionen, die weniger auf sozialistische Theorien und Bildung fußten, sondern sich aus seinen gemachten Erfahrungen gebildet hatten.
Nachdem er sich 1882 finanziell verschuldet hatte, schloss er sich kurzzeitig den Freidenkern an, über die er einen Zugang zu der radikaler denkenden Elite des Landes bekam. So kam er in Kontakt mit den liberalen Politikern John Ballance, William Pember Reeves und Robert Stout. Es war dann auch John Ballance, der ihn als Experte für Māori-Angelegenheiten schätzen gelernt hatte und ihn 1885 nach Wellington holte, wo er unter anderem aktives Mitglied in der Wellington Philosophical Society wurde.
1890 versuchte Ballance vergeblich Tregear für ein politisches Amt und für die Liberalen zu gewinnen. Nachdem 1891 John Ballance Premierminister des Landes geworden war, ließ sich Tregear dann stärker einbinden und wurde Sekretär des Bureau of Industries, dass kurze Zeit später in Department of Labour umbenannt wurde. In dieser Position arbeitete er eng mit William Pember Reeves, der unter Ballance Arbeitsminister geworden war. Auch als Richard Seddon das Amt übernahm, arbeitete er ihm zu.
1910 ging Tregear, enttäuscht von den Veränderungen in der Politik der Liberalen Partei, in den Ruhestand und wandte sich, nachdem die Liberalen 1912 die Mehrheit verloren hatten, der New Zealand Labour Party zu. Als Labour-Politiker ließ er sich nun in den Wellington City Council wählen und errang Verdienst in der Vereinigung der zahlreichen Fraktionen innerhalb von Labour in dieser Zeit.
1913 wurde er Präsident der Social Democratic Party, in der Peter Fraser den Posten des Sekretärs übernommen hatte. Nachdem William Massey 1913 den neuseeländischen Arbeiterstreik brutal beendet hatte, zog sich Tregear von allen Ämtern zurück und widmete sich der Poesie. 1921 zug er mit seiner Familie nach Picton, wo er am 28. Oktober 1931 verstarb.

## Intensive Beschäftigung mit der Kultur der Māori
Tregear begann sich in den 1880er Jahren noch intensiver mit der Kultur der Māori zu beschäftigen und entwickelte die Theorie, dass die Māori indogermanischen Ursprungs wären, was er in seinem Buch The Aryan Maori 1885 vertrat und wofür er in Neuseeland heftig kritisiert, aber in England geachtet wurde. Er bekam Anerkennung bei der Royal Geographical Society und der Royal Historical Society, wurde Mitglied des Anthropological Institute of Great Britain and Ireland und der Philological Society in London. Er kam in Kontakt mit den Ethnologen James George Frazer, mit dem Schriftsteller und Journalisten Andrew Lang und mit dem Sprach- und Religionswissenschaftler Friedrich Max Müller. Tregear vertrat seine Theorie in zahlreich Publikationen der folgenden 20 Jahre.
1892 gründete Tregear zusammen mit Stephenson Percy Smith die Polynesian Society und war über die ersten elf Jahre Mitherausgeber des Journal of the Polynesian Society.

## Ehrungen
Tregear wurde 1911 mit dem Imperial Service Order geehrt und die Polynesian Society verlieh ihm die Mitgliedschaft auf Lebenszeit.

## Werke
Auszug aus seinen Werken:
- 1884 – Southern parables. Thomas Avery, New Plymouth 1884 (englisch).
- 1885 – The Aryan Maori. George Didsbury, Wellington 1885 (englisch).
- 1885 – Hedged with divinities. Coupland Harding, Wellington 1885 (englisch).
- 1891 – Fairy tales and folk-lore of New Zealand and the South Seas. Lyon & Blair, Wellington Lyon & Blair 1891 (englisch).
- 1891 – Maori-Polynesian Comparative Dictionary. Lyon and Blair, Wellington 1891 (englisch, Classic Reprint: Forgotten Books, 27. September 2015, ISBN 978-1-330-37254-8).
- 1904 – The Maori race. A.D. Willis, Wanganui 1904 (englisch).
- 1907 – zus. mit Stephenson Percy Smith: A vocabulary and grammar of the Niue dialect of the Polynesian language. Government Printer, Wellington 1907 (englisch).[3]
- 1919 – Shadows and Other Verses. Whitcombe & Tombs, Wellington 1919 (englisch).
- 1989 – The Verse of Edward Tregear. Nagare Press, Palmerston North 1989 (englisch, Bearbeitet und herausgegeben von K. R. Howe).